# Équipe de Belgique des moins de 20 ans de football
Maillots
L'équipe de Belgique de football des moins de 20 ans, abrégée en U20, est constituée par une sélection des meilleurs joueurs belges de 20 ans ou moins sous l'égide de la Royal Belgian Football Association (RBFA).
Un programme annuel spécifique est établi pour l'équipe nationale des moins de 20 ans, mais les joueurs se réunissent régulièrement pour s'entraîner ensemble et jouer un match ou un tournoi amical de temps en temps, afin de combler le fossé éventuel avec les espoirs ou l'équipe A.
Cette sélection participe à la Coupe du monde des moins de 20 ans, pour autant que l'équipe des moins de 19 ans se soit qualifiée par le biais du Championnat d'Europe des moins de 19 ans préalable.
Actuellement, cette sélection est abandonnée sans qu'il soit très clair si cela est définitivement ou temporairement.

## Histoire
Dans un premier temps, la sélection des joueurs est effectuée par le sélectionneur des moins de 19 ans, en concertation avec le sélectionneur des espoirs, et ce jusqu'à ce qu'un sélectionneur spécifique, Thomas Vermaelen, soit désigné en 2023.
L'équipe des moins de 20 ans est constituée pour la toute première fois en 1997, en vue de sa première participation à la Coupe du monde des moins de 20 ans organisée en Malaisie. Avec un bilan d'une défaite face à l'Uruguay (0-3), d'un partage contre le Maroc (1-1) et d'une victoire face au pays hôte (3-0), les Belges figurent parmi les meilleurs troisièmes de poules et se qualifient pour les huitièmes de finales. Ils sont éliminés par le Brésil sur ce qui reste la plus lourde défaite de leur histoire (0-10).
Les U20 participent à deux reprises à l'International Challenge Trophy (en), un tournoi réservé en principe aux U23, terminant deuxièmes de l'édition inaugurale en 2005-2006, avant de remporter l'édition suivante en 2009 face à l'Angleterre des moins de 23 ans en finale (1-0), notamment avec Simon Mignolet dans les buts, Radja Nainggolan et Sven Kums. Une équipe belge U23 prend ensuite le relais pour les deux tournois suivants.
À la suite d'une réorganisation en profondeur à l'été 2024, notamment après le départ de plusieurs sélectionneurs ou adjoints dans différentes catégories d'âges (e.a. Wesley Sonck, Sébastien Pocognoli et Christophe Grégoire), cette sélection est discrètement abandonnée et le dernier sélectionneur en date, Thomas Vermaelen, n'en a dès lors plus la charge.

## Résultats de l'équipe de Belgique des moins de 20 ans

### Palmarès
- International Challenge Trophy (en)[5] (1) :
  - Vainqueur : 2007–2009 (en)
  - Finaliste : 2005–2006 (en)

### Parcours en Coupe du monde des moins de 20 ans

#### Tournoi juniors (1977-2005)
| - 1977 : Non qualifiée - 1979 : Non qualifiée - 1981 : Non qualifiée - 1983 : Non qualifiée - 1985 : Non qualifiée |  | - 1987 : Non qualifiée - 1989 : Non qualifiée - 1991 : Non qualifiée - 1993 : Non qualifiée - 1995 : Non qualifiée |  | - 1997 : Huitième de finale - 1999 : Non qualifiée - 2001 : Non qualifiée - 2003 : Non qualifiée - 2005 : Non qualifiée |

#### Moins de 20 ans (depuis 2007)
| - 2007 : Non qualifiée - 2009 : Non qualifiée - 2011 : Non qualifiée - 2013 : Non qualifiée - 2015 : Non qualifiée |  | - 2017 : Non qualifiée - 2019 : Non qualifiée - 2021 : Édition annulée - 2023 : Non qualifiée - 2025 : Non qualifiée |

## Joueurs emblématiques

### Joueurs les plus capés et meilleurs buteurs
| #  | Joueurs              | Période   | Capes | Buts |
| -- | -------------------- | --------- | ----- | ---- |
| 1. | Tom Caluwé           | 1997      | 4     | 0    |
| 1. | Björn De Coninck     | 1997      | 4     | 0    |
| 1. | Jean-François Gillet | 1997      | 4     | 0    |
| 1. | Carl Hoefkens        | 1997      | 4     | 0    |
| 1. | Maxime Annys         | 2005–2006 | 4     | 0    |
| 1. | Alessandro Cordaro   | 2005–2006 | 4     | 0    |
| 1. | Siebe Blondelle      | 2005–2007 | 4     | 1    |
| 1. | Paco Sanchez         | 2005–2007 | 4     | 1    |
| 1. | Arnaud Dony (nl)     | 2022–     | 4     | 0    |

Note : Les joueurs en gras sont encore en activité chez les U20.
| #  | Joueurs                | Période   | Buts | Capes | Moyenne |
| -- | ---------------------- | --------- | ---- | ----- | ------- |
| 1. | Gunter Van Handenhoven | 1997      | 3    | 3     | 1       |
| 1. | David Hubert           | 2007–2008 | 3    | 3     | 1       |
| 2. | Kevin Vandenbergh      | 2002–2003 | 2    | 2     | 1       |
| 2. | Anthony Descotte       | 2022      | 2    | 2     | 1       |

Note : Les joueurs en gras sont encore en activité chez les U20.

### Anciens joueurs notables
Cette liste reprend les joueurs qui sont passés par cette sélection et sont devenus par la suite internationaux A, que ce soit pour la Belgique ou toute autre nation :
| - Tom Caluwé - Carl Hoefkens - Cédric Roussel - Jean-François Gillet - Benjamin De Ceulaer |  | - Mark De Man - Kevin Vandenbergh - Jelle Van Damme - Jonathan Blondel - Maarten Martens |  | - Jeroen Simaeys - Björn Vleminckx - Killian Overmeire - Landry Mulemo - Roland Lamah |  | - Simon Mignolet - Radja Nainggolan - Joachim Mununga - Jelle Vossen - Vadis Odjidja Ofoe |  | - Denis Odoi - Ritchie Kitoko - Geoffrey Mujangi Bia - Arnaud Djoum - Christian Kabasele |  | - Igor Vetokele - Hans Vanaken - Ameen Al-Dakhil - Johan Bakayoko - Hugo Siquet |  | - Noah Sadiki - Malick Fofana - Matte Smets - Norman Bassette |

Deux joueurs ex-U20, qui n'ont jamais été appelés chez les Diables Rouges, sont toutefois notables pour d'autres raisons :
| - Ives Serneels, sélectionneur des Red Flames de 2011 à 2025. - Sven Kums, soulier d'or en 2015. |

## Effectif actuel
Voici la liste des joueurs sélectionnés pour les rencontres amicales face à la France, les 18 et 21 novembre 2023.
Sélections et buts actualisés le 21 novembre 2023 après la rencontre contre la France.